# Belgiens Grand Prix 2024
Belgiens Grand Prix (officielt navn: Formula 1 Rolex Belgian Grand Prix 2024) var et Formel 1-løb, som blev kørt den 28. juli 2024 på Circuit de Spa-Francorchamps i Stavelot, Belgien. Det var det fjortende løb i Formel 1-sæsonen 2024.
Ræset endte med George Russell på 1. plads, men blev diskvalificeret efter ræset pga. hans bil ikke opfyldte minimumsvægtkravet, som betød, at hans holdkammerat, Lewis Hamilton, vandt ræset i stedet.

## Kvalifikation
| Pos.                | Nr. | Kører            | Konstruktør                  | Del 1    | Del 2    | Del 3    | Grid |
| ------------------- | --- | ---------------- | ---------------------------- | -------- | -------- | -------- | ---- |
| 1                   | 1   | Max Verstappen   | Red Bull Racing-Honda RBPT   | 1.54,938 | 1.53,837 | 1.53,159 | 111  |
| 2                   | 16  | Charles Leclerc  | Ferrari                      | 1.55,349 | 1.54,193 | 1.53,754 | 1    |
| 3                   | 11  | Sergio Pérez     | Red Bull Racing-Honda RBPT   | 1.55,139 | 1.54,470 | 1.53,765 | 2    |
| 4                   | 44  | Lewis Hamilton   | Mercedes                     | 1.55,692 | 1.54,037 | 1.53,835 | 3    |
| 5                   | 4   | Lando Norris     | McLaren-Mercedes             | 1.55,582 | 1.54,358 | 1.53,981 | 4    |
| 6                   | 81  | Oscar Piastri    | McLaren-Mercedes             | 1.54,835 | 1.54,136 | 1.54,027 | 5    |
| 7                   | 63  | George Russell   | Mercedes                     | 1.55,353 | 1.54,095 | 1.54,184 | 6    |
| 8                   | 55  | Carlos Sainz Jr. | Ferrari                      | 1.55,169 | 1.54,112 | 1.54,477 | 7    |
| 9                   | 14  | Fernando Alonso  | Aston Martin Aramco-Mercedes | 1.55,489 | 1.54,258 | 1.54,765 | 8    |
| 10                  | 31  | Esteban Ocon     | Alpine-Renault               | 1.55,417 | 1.54,460 | 1.54,810 | 9    |
| 11                  | 23  | Alexander Albon  | Williams-Mercedes            | 1.55,722 | 1.54,473 | N/A      | 10   |
| 12                  | 10  | Pierre Gasly     | Alpine-Renault               | 1.54,911 | 1.54,635 | N/A      | 12   |
| 13                  | 3   | Daniel Ricciardo | RB-Honda RBPT                | 1.55,451 | 1.54,682 | N/A      | 13   |
| 14                  | 22  | Valtteri Bottas  | Kick Sauber-Ferrari          | 1.55,531 | 1.54,764 | N/A      | 14   |
| 15                  | 18  | Lance Stroll     | Aston Martin Aramco-Mercedes | 1.56,072 | 1.55,716 | N/A      | 15   |
| 16                  | 27  | Nico Hülkenberg  | Haas-Ferrari                 | 1.56,308 | N/A      | N/A      | 16   |
| 17                  | 20  | Kevin Magnussen  | Haas-Ferrari                 | 1.56,500 | N/A      | N/A      | 17   |
| 18                  | 22  | Yuki Tsunoda     | RB-Honda RBPT                | 1.56,593 | N/A      | N/A      | 202  |
| 19                  | 22  | Logan Sargeant   | Williams-Mercedes            | 1.57,230 | N/A      | N/A      | 18   |
| 20                  | 24  | Guanyu Zhou      | Kick Sauber-Ferrari          | 1.57,775 | N/A      | N/A      | 193  |
| 107%-tid: 2.02,8734 |     |                  |                              |          |          |          |      |
| Kilde:              |     |                  |                              |          |          |          |      |

Noter:
↑1 - Max Verstappen modtog en ti-plads straffe for at overskride sin kvote af forbrændingsmotorkomponenter.
↑2 - Yuki Tsunoda blev forpligtet til at starte løbet på 20. plads for at overskride sin kvote af kraftenhedselementer.
↑3 - Guanyu Zhou modtog en tre-plads straffe for at hindre Max Verstappen i Q1. Han fik en plads højere op i henhold til Yuki Tsunodas straf.
↑4 - 107%-reglen var ikke i effekt, da kvalifikationen blev kørt på en regnvåd bane.

## Resultat
| Pos.                                                             | Nr. | Kører            | Konstruktør                  | Omgange | Tid/Udgået       | Startpos. | Point |
| ---------------------------------------------------------------- | --- | ---------------- | ---------------------------- | ------- | ---------------- | --------- | ----- |
| 1                                                                | 44  | Lewis Hamilton   | Mercedes                     | 44      | 1:19.57,566      | 3         | 25    |
| 2                                                                | 81  | Oscar Piastri    | McLaren-Mercedes             | 44      | +0,647           | 5         | 18    |
| 3                                                                | 16  | Charles Leclerc  | Ferrari                      | 44      | +8,023           | 1         | 15    |
| 4                                                                | 1   | Max Verstappen   | Red Bull Racing-Honda RBPT   | 44      | +8,700           | 11        | 12    |
| 5                                                                | 4   | Lando Norris     | McLaren-Mercedes             | 44      | +9,324           | 4         | 10    |
| 6                                                                | 55  | Carlos Sainz Jr. | Ferrari                      | 44      | +19,269          | 7         | 8     |
| 7                                                                | 11  | Sergio Pérez     | Red Bull Racing-Honda RBPT   | 44      | +42,669          | 2         | 71    |
| 8                                                                | 14  | Fernando Alonso  | Aston Martin Aramco-Mercedes | 44      | +49,437          | 8         | 4     |
| 9                                                                | 31  | Esteban Ocon     | Alpine-Renault               | 44      | +52,026          | 9         | 2     |
| 10                                                               | 3   | Daniel Ricciardo | RB-Honda RBPT                | 44      | +54,400          | 13        | 1     |
| 11                                                               | 18  | Lance Stroll     | Aston Martin Aramco-Mercedes | 44      | +1.02,485        | 15        |       |
| 12                                                               | 23  | Alexander Albon  | Williams-Mercedes            | 44      | +1.03,125        | 10        |       |
| 13                                                               | 10  | Pierre Gasly     | Alpine-Renault               | 44      | +1.03,839        | 12        |       |
| 14                                                               | 20  | Kevin Magnussen  | Haas-Ferrari                 | 44      | +1.06,105        | 17        |       |
| 15                                                               | 77  | Valtteri Bottas  | Kick Sauber-Ferrari          | 44      | +1.10,112        | 14        |       |
| 16                                                               | 22  | Yuki Tsunoda     | RB-Honda RBPT                | 44      | +1.16,211        | 20        |       |
| 17                                                               | 2   | Logan Sargeant   | Williams-Mercedes            | 44      | +1.25,531        | 18        |       |
| 18                                                               | 27  | Nico Hülkenberg  | Haas-Ferrari                 | 44      | +1.28,307        | 16        |       |
| Ret                                                              | 24  | Zhou Guanyu      | Kick Sauber-Ferrari          | 5       | Hydraulik        | 19        |       |
| DSQ                                                              | 63  | George Russell   | Mercedes                     | 44      | Undervægtig bil2 | 6         |       |
| Hurtigste omgang: Sergio Pérez (Red Bull) - 1.44,701 (omgang 44) |     |                  |                              |         |                  |           |       |
| Kilde:                                                           |     |                  |                              |         |                  |           |       |

Noter:
↑1 - Inkluderer point for hurtigste omgang.
↑2 - George Russell vandt ræset, men blev diskvalificeret efter at hans bil blev fundet til at være under minimumsvægten.

## Stilling i mesterskaberne efter løbet
| Pos. | Kører            | Point |
| ---- | ---------------- | ----- |
| 1    | Max Verstappen   | 277   |
| 2    | Lando Norris     | 199   |
| 3    | Charles Leclerc  | 177   |
| 4    | Oscar Piastri    | 167   |
| 5    | Carlos Sainz Jr. | 162   |

| Pos. | Konstruktør           | Point |
| ---- | --------------------- | ----- |
| 1    | Red Bull-Honda RBPT   | 408   |
| 2    | McLaren-Mercedes      | 366   |
| 3    | Ferrari               | 345   |
| 4    | Mercedes              | 266   |
| 5    | Aston Martin-Mercedes | 73    |